# 葉廷榮
葉廷榮（1436年—？），字尚本，浙江台州府臨海縣人，明朝政治人物。進士出身。

## 生平
景泰七年（1456年）丙子科浙江鄉試第二十七名。成化二年（1466年）丙戌科會試第一百二十名，殿試登進士第二甲第四十七名。

## 家族
曾祖父葉文禮。祖父葉孝先，贈刑部主事。父亲葉恩，曾任前知府。